# 耶爾·波揚帕羅
耶爾·波揚帕羅（芬蘭語：Joel Pohjanpalo，1994年9月13日—）是一位芬蘭足球運動員。在場上的位置是前鋒。目前效力於意大利足球乙级联赛球隊巴勒莫。他也代表芬蘭國家足球隊參賽。

## 國家隊生涯
2021年6月12日，波揚帕羅在2020年歐洲國家盃1-0擊敗丹麥的比賽打進唯一進球，這是芬蘭國家足球隊在歐洲國家盃決賽圈歷史上的第一個進球。